# Котабато-Сіті
Котабато Сіті, офіційно місто Котабато (тагал. Lungsod ng Cotabato, магінданао Kuta nu Kutawatu) — незалежне місто Філіппін, що розташоване на острові Мінданао. Згідно з переписом населення 2020 року, його населення становить 325 079 осіб, що робить його найбільш густонаселеним містом за статусом незалежного компонента міста.
Раніше місто Котабато було частиною і регіональним центром регіону, але через ратифікацію органічного закону Бангсаморо тепер воно є частиною Бангсаморо і служить регіональним центром. Будучи незалежним складовим містом, він не підлягає регулюванню з боку уряду провінції, де воно географічно розташоване. Управління статистики Філіппін також перераховує місто Котабато як статистично незалежне.
Місто Котабато відрізняється від провінції Котабато і не слід плутати з ним.

## Географія
Котабато знаходиться приблизно в 698,9 морських милях (1294,4 км) від Маніли, столиці Філіппін, і межує з муніципалітетами Султана Кударата на півночі, з Ріо-Гранде-де-Мінданао, що розділяє їх: Кабунталан на сході, і Дату Одін Сінсуат на півночі. південь. На заході місто виходить на затоку Іллана, частину затоки Моро.
Місто Котабато має загальну площу 176,0 квадратних кілометрів (68,0 квадратних миль), розташоване в гирлі річки Ріо-Гранде-де-Мінанао і річки Пулангі.

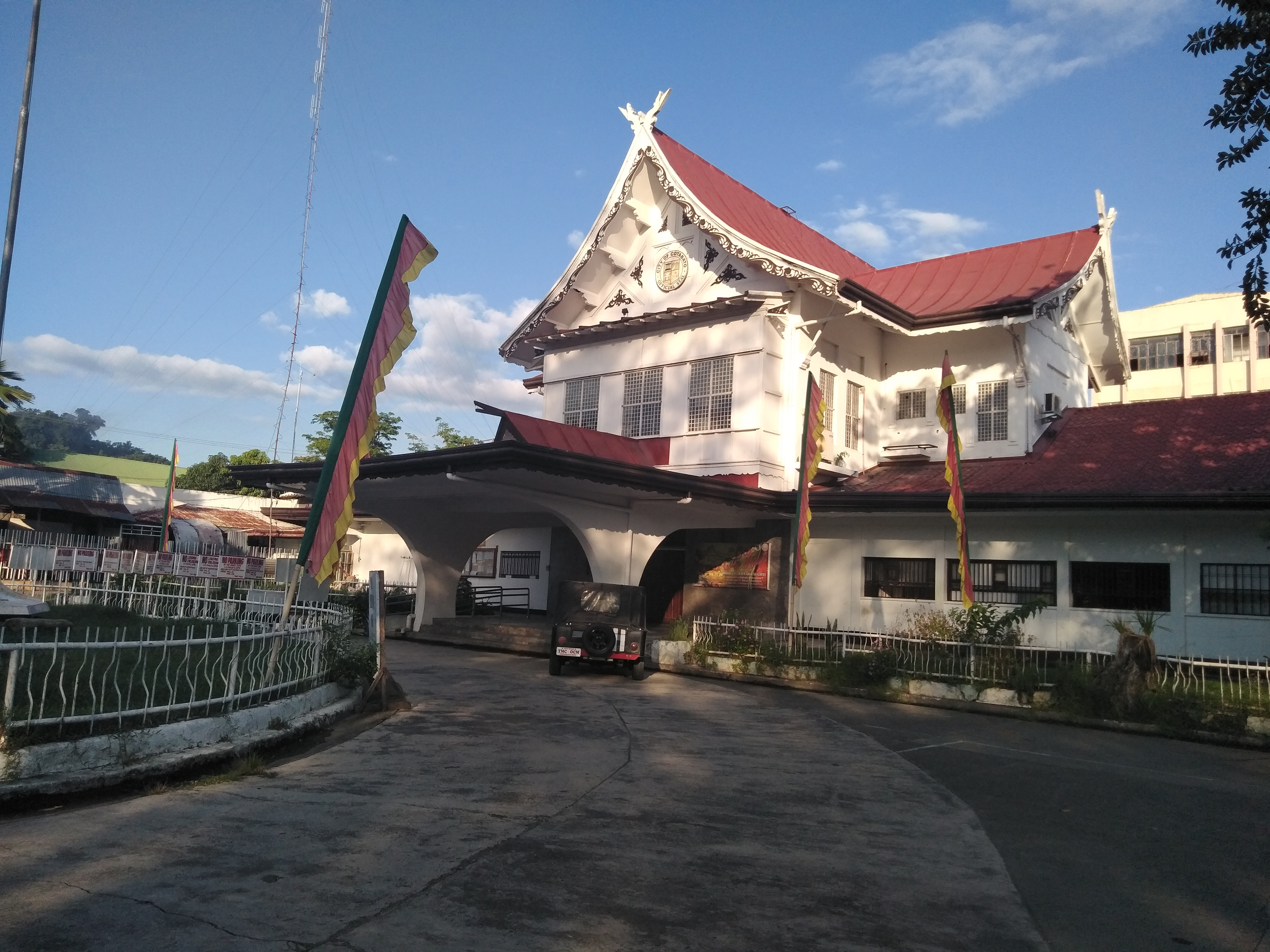
Музей Старої ратуші Котабато

У місті Котабато є 27 міських барангаїв, які згруповані у два великі міські райони, район Даунта та Верхнього міста.

### Клімат
Відповідно до системи класифікації клімату Кеппена, місто Котабато має клімат тропічних лісів (Af) із постійно жаркою, вологою та вологою погодою цілий рік. З січня по лютий є більш сухий сезон, але на відміну від західного Лусона кількість опадів все ще перевищує 80 міліметрів або 3 дюйми щомісяця.

### Мова
Основна мова — тагальська, що робить Котабато «містом Мінданао, що розмовляє тагальською».

### Релігія
Як повідомило Філіппінське управління статистики (PSA) у 2015 році, 76,15 % жителів міста Котабато сповідують Іслам і в основному належать до сунітів. Послідовниками ісламу є в основному народи магінданао, іранун, маранао і таусуг. Частина, що залишилася, належить до неісламських вірувань, таких як Християнство.

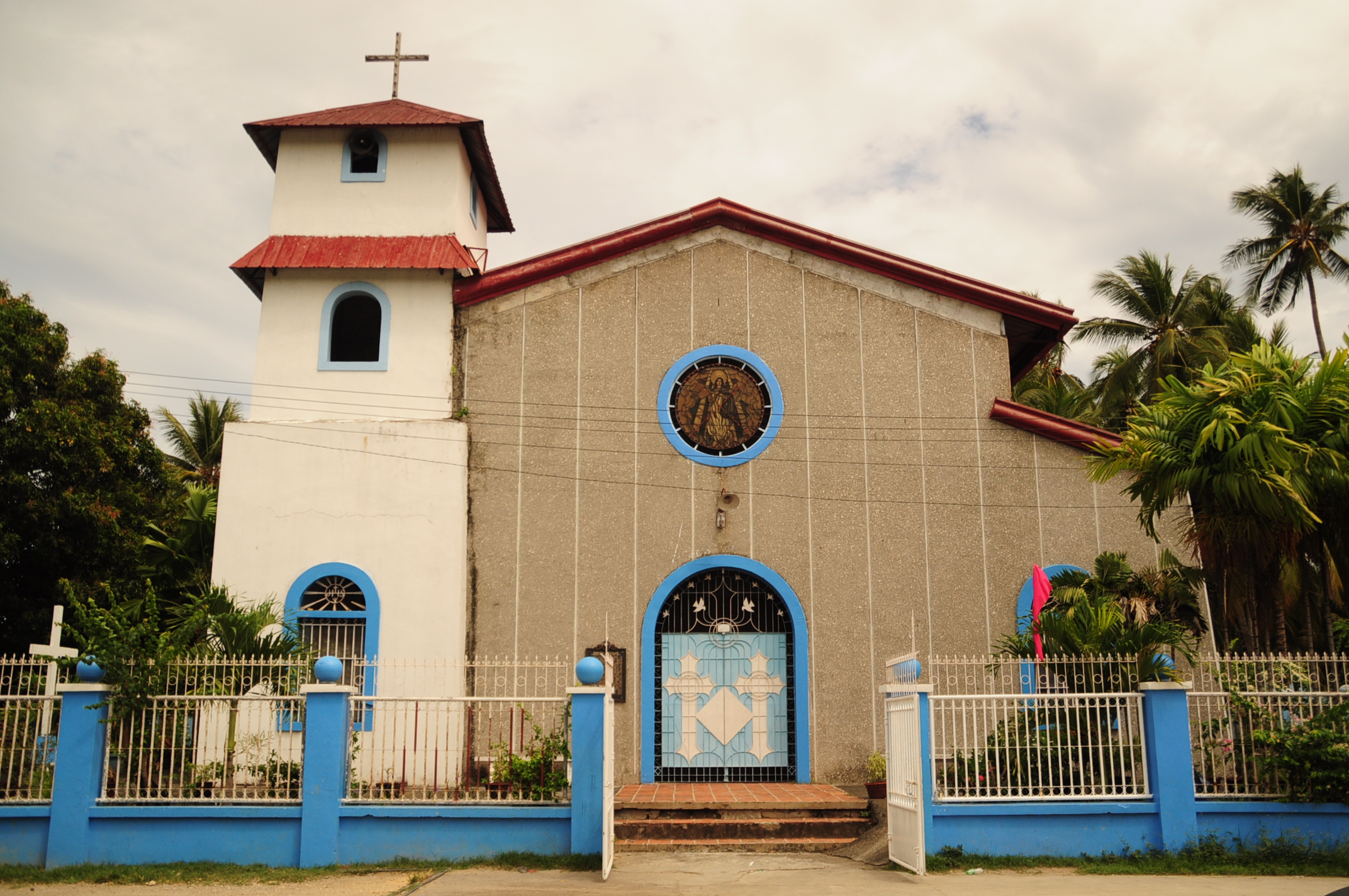
Церква Непорочного Зачаття

У місті Котабато також знаходиться найбільша мечеть на Філіппінах, мечеть Султана Хаджі Хассанал Болкіаха, яка може вмістити приблизно 15 000 віруючих. Це також резиденція архієпархії Котабато, яка обслуговує римо-католицьке населення. У місті також знаходиться історична Церква Непорочного Зачаття.
У місті також щорічно проводяться релігійні свята, такі як фестиваль Shariff Kabunsuan, присвячений Шаріфу Кабунгсувану, 1-му султану Магінданао, мусульманському місіонеру, який проповідував іслам у цьому районі. Свято Непорочного Зачаття, оскільки Діва Марія, мати Ісуса, як Непорочного Зачаття, вважається покровителем міста.

## Економіка

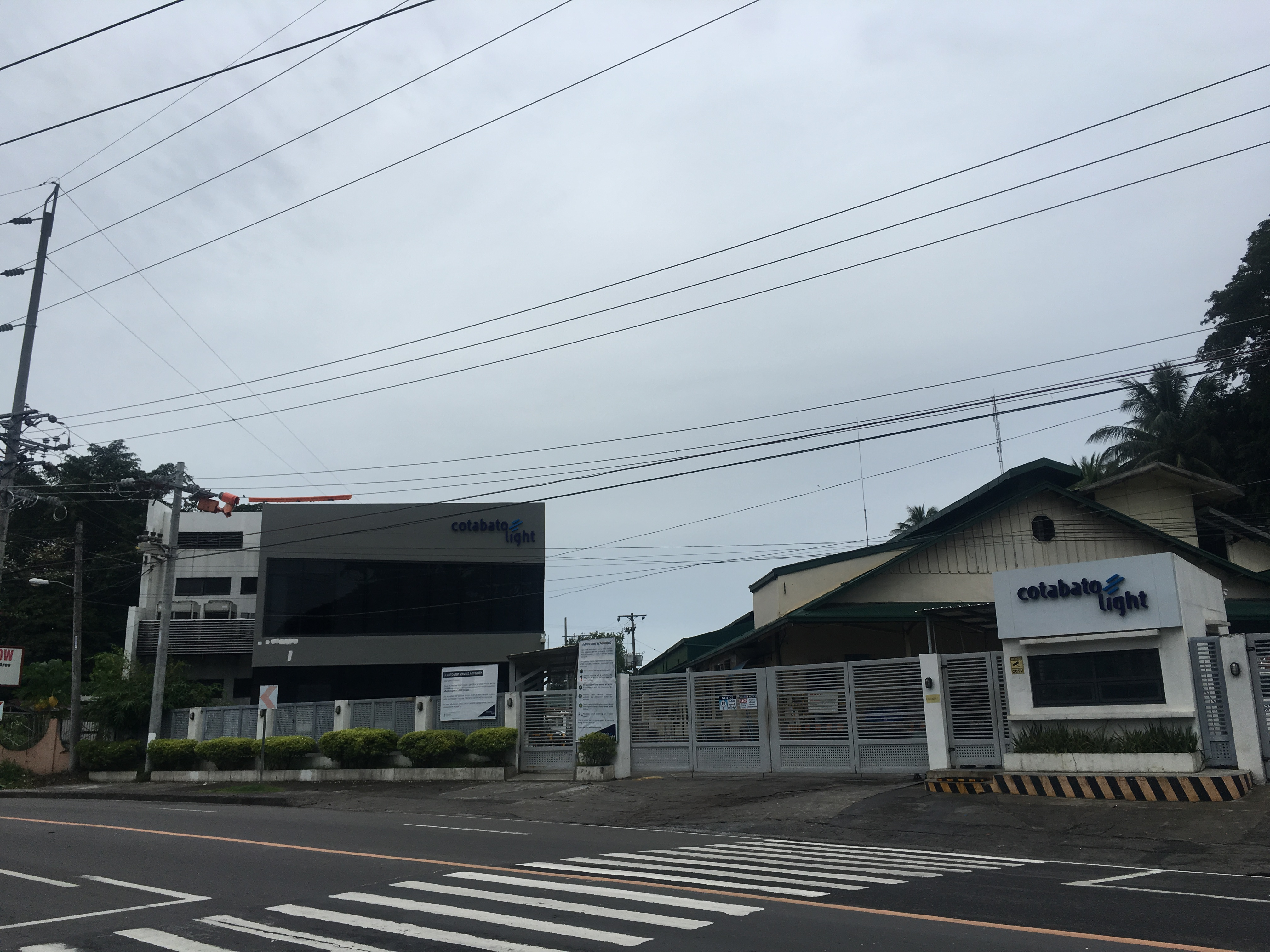
Будівля Cotabato Light and Power Company вздовж Сінсуат авеню, липень 2020 року

Котабато — комерційний, промисловий, фінансовий, освітній, медичний та регіональний центр регіону Бангсаморо, а також Центральний Мінданао. Це стратегічно розташоване в центрі Мінданао, місто має автомобільне сполучення з усіма іншими великими містами острова, такими як Давао Сіті, Кагаян-де-Оро, Замбоанга-Сіті та Генерал-Сантос Сіті. Міська влада повідомила про нові інвестиції на суму близько 1,2 мільярда песо або про зареєстровані 1368 нових підприємств у 2019 році. У результаті швидкого зростання економіки міста він опублікував загальний річний дохід у розмірі 1,044 мільярда песо в тому ж році, для За останні п'ять років річний дохід Котабато-Сіті зростав у середньому на 10,51 відсотка щорічно, також у 2019 році Котабато-Сіті визнано 2-м найбільш конкурентоспроможним містом Мінданао та найконкурентоспроможним містом у регіоні 12 протягом 3 років поспіль. у щорічному рейтингу Індексу конкурентоспроможності муніципалітетів (CMCI).

## Освіта
У місті Котабато 18 приватних коледжів і два університети. Згідно зі звітом Департаменту освіти, у 2017—2018 навчальному році у місті нараховувалося 14 228 осіб, які навчаються у вищих навчальних закладах (коледжі та університети). Серед вищих навчальних закладів Центрального Мінданао найпомітнішим є Університет Нотр-Дам (NDU), NDU є першим університетом у системі Нотр-Дам в Азії, також він був визнаний найкращою школою бухгалтерського обліку в Мінданао в 2018 році і зайняв перше місце як найкраща школа в Центральному Мінданао. Крім того, Нотр-Дам Котабато був першою школою маристів на Філіппінах

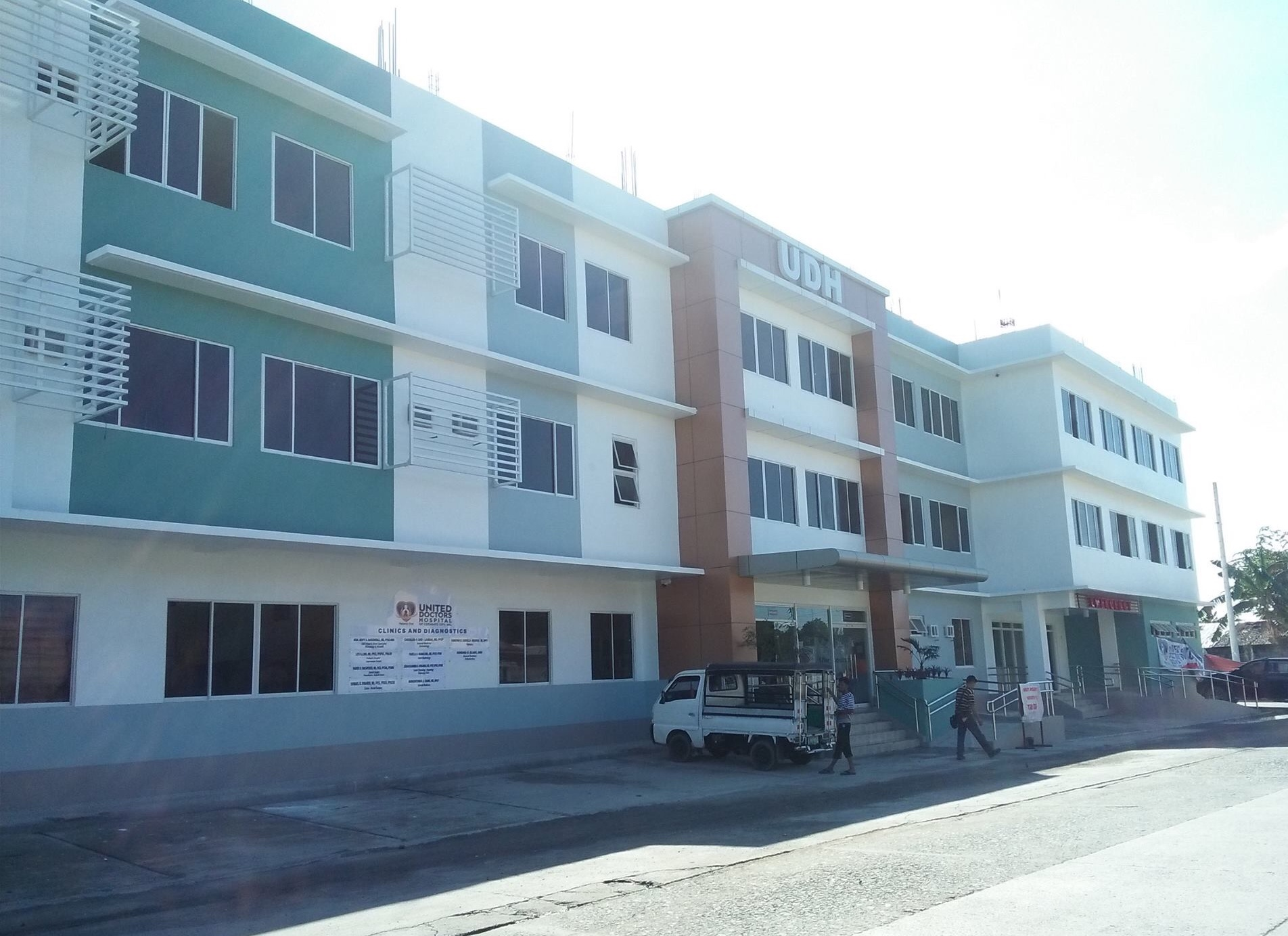
Лікарня United Doctors Hospital Cotabato вздовж проспекту Нотр-Дам

У квітні 2021 року набув чинності закон про Республіку 10585, який перетворює політехнічний коледж міста Котабато в Університет штату Котабато.

### Вища освіта
- Notre Dame University
- Cotabato State University
- Notre Dame — RVM College of Cotabato
- St. Benedict College of Cotabato Inc.
- Aviation Technical School of Cotabato
- Jamiat Cotabato and Institute of Technology
- STI College Cotabato
- Notre Dame Hospital Siena College of Cotabato Inc
- AMA Computer University
- Coland Systems Technology College Inc.
- Antonio R. Pacheco College
- Doctor P. Ocampo College
- Dela Vida College
- Mindanao Capitols Colleges
- Shariff Kabunsuan College, Inc.
- Kutawato Darusallam College
- Headstart College of Cotabato
- Computer Aided Design and Information Technology Institute, Inc.
- Academia De Technologia in Mindanao

## Міста-побратими
Місто Котабато є побратимом:
Філіппіни: Давао, Маліта, Мідсаяп, Кідапаван, Генерал-Сантос, Коронадал, Такуронг, Кесон-Сіті, Панабо, Нага, Паранг.
Міжнародні: Джохор-Бару (Малайзія), Бандунґ (Індонезія)